# Apirase
Apirase (também ADPase, adenosina difosfatase) é uma enzima anticoagulante. Encontra-se na glândula salivar presente nos insetos hematófagos e tem a função de impedir a agregação plaquetária e proporcionar vasodilatação na hora da picada. Desta forma, é obtida hemorragia local, proporcionando uma maior rapidez na sucção do sangue.